# Elbe
Elbe (tiếng Séc: Labeⓘ; tiếng Đức: Elbe; tiếng Hạ Đức: Elv; phiên âm: En-bơ) là một trong số các sông chính của Trung Âu. Sông Elbe khởi nguồn tại dãy núi Krkonoše ở phía bắc của Cộng hòa Séc rồi chảy qua vùng Bohemia (Cộng hòa Séc), sau đó chảy vào nước Đức và đổ ra biển Bắc tại Cuxhaven, 110 km vầ phía tây bắc của Hamburg. Tổng chiều dài của sông Elbe là 1.094 kilômét (680 mi).
Các chi lưu chính của sông Elbe bao gồm Vltava, Saale, Havel, Mulde, Schwarze Elster, và Ohre.
Lưu vực sông Elbe, bao gồm Elbe và các chi lưu của nó, có diện tích 148.268 kilômét vuông (57.247 dặm vuông Anh), và là lưu vực sông lớn thứ tư tại châu Âu. Lưu vực sông Elbe trải rộng trên bốn quốc gia, trong đó lớn nhất là Đức (65,5%) và Cộng hòa Séc (33,7%), các phần nhỏ thuộc về Áo (0,6%) và Ba Lan (0,2%). Lưu vực sông là nơi sinh sống của 24,5 triệu người.

## Dòng chảy

### Tại Cộng hòa Séc
Elbe khởi nguồn ở độ cao khoảng 1.400 mét (4.593 ft) tại Krkonoše (cũng gọi là Dãy núi Khổng lồ và trong tiếng Đức có tên là Riesengebirge) ở biên giới tây bắc của Cộng hòa Séc. Trong số các suối nhỏ đầu nguồn, quan trọng nhất là Bílé Labe, hay Elbe Trắng. Sau khi hạ độ cao xuống 60 mét (197 ft) tại Labský vodopád, hay thác Elbe, dòng thống nhất với Malé Labe dốc và chảy xiết, và tạo nên dòng chảy thống nhất của Elbe rồi chảy về phía nam, len lỏi qua các thung lũng hẹp cho đến Pardubice, nơi sông chuyển dòng về phía tây. At Kolín some 43 kilômét (27 mi) further on, it bends gradually towards the north-west.
Tại ngôi làng Káraný, một khoảng cách ngắn ở phía trên của Brandýs nad Labem, sông Elbe nhận được nước của Jizera.
Tại Mělník, dung tích dòng chảy của Elbe được tăng lên gấp đôi khi nó nhận được nước của Vltava, hay Moldau, một con sông chảy theo hướng bắc qua vùng Bohemia. Mặc dù từ thượng nguồn đến nơi hợp lưu, Vltava dài (434 kilômét (270 mi) so với 294 kilômét (183 mi)) của Elbe, lượng nước và diện tích lưu vực của Vltava cũng lớn hơn Elbe, song vì lý do lịch sử (tại điểm hợp lưu Elbe chảy qua một thung lũng rộng trong khi Vltava, chảy vào thung lũng và hợp với Elbe ở góc bên phải, vì thế được coi là một nhánh sông) sông tiếp tục mang tên là Elbe.
Xuôi về hạ lưu, tại Litoměřice, nước sông Elbe bị đổi màu bởi sông Ohře (Eger) có màu hung đỏ. Được tăeng thêm lượng nước, và dòng chảy mở rộng ra đến 140 mét (459 ft), Elbe tạo thành một đường qua khối bazan của České Středohoří, đi qua các hẻm núi đá sâu và hẹp.

### Tại Đức
Một đoạn ngắn sau khi vượt qua biên giới Đức-Séc, và qua các hẻm núi sa thạch của Dãy núi sa thạch Elbe, dòng chảy của Elbe thẳng theo hướng tây bắc, và nhìn chung vẫn chảy theo hướng này cho đến khi đổ ra biển Bắc.

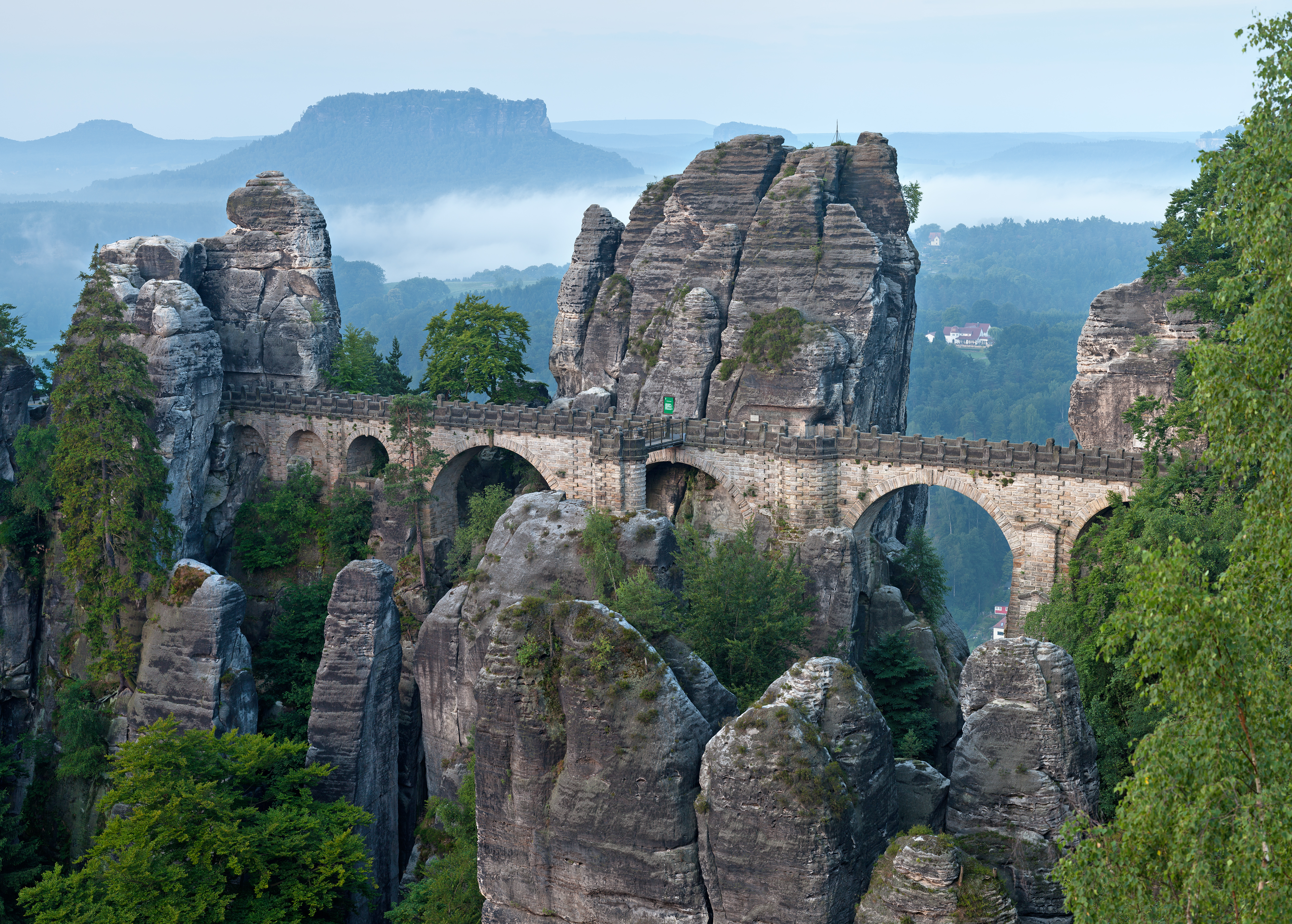
Cầu đá Bastei ngang qua vách núi Bastei cao 194m bên dòng sông Elbe, gần Rathen và Dresden, Đức.

Sông chảy qua Dresden và cuối cùng, ở bên ngoài Meißen, Elbe bắt đầu tiến vào một hành trình dài qua đồng bằng Bắc Đức, dọc theo biên giới của Cộng hòa Dân chủ Đức trước đây, qua Torgau, Wittenberg, Dessau, Magdeburg, Wittenberge, và Hamburg trên đường đi, và nhận được nước của Mulde và Saale từ phía tây, và Schwarze Elster, Havel cùng Elde từ phía đông. Tại phần phía bắc, cả hai bờ của Elbe là những đồng lầy bằng phẳng và rất màu mỡ, đồng bằng ngập lũ Elbe trước đây nay đã được đắp đê.
Tại Magdeburg, có cầu nước Magdeburg, cho phép các phương tiện lưu thông bên dưới cầu mà không bị cản trở.
Sau đó, Elbe chảy đến Hamburg và trong thành phố-bang này Elbe có một số dòng chảy nhánh, như Dove Elbe, Gose Elbe, Köhlbrand, Bắc Elbe (Norderelbe), Reiherstieg, Nam Elbe (Süderelbe). Các phương tiện đường thủy không thể đi từ dòng chảy chính vào một số dòng chảy nhánh do có những con đê. Năm 1390, Gose Elbe (nghĩa là Elbe nông) bị tách ra khỏi dòng chảy chính bởi một con đê nối giữa hai đảo vào khi đó là Kirchwerder và Neuengamme. Dove Elbe (nghĩa là Elbe điếc) bị ngăn đập vào năm 1437/38 tại Gammer Ort. Các công trình thủy lợi này có mục đích là để bảo vệ vùng đồng lầy khỏi bị lũ lụt, và để cải thiện việc cung cấp nước của cảng Hamburg. Sau khi bị ngập nặng trong lũ lụt Biển Bắc 1962, đoạn phía tây của Nam Elbe đã bị tách ra, ở thành Cựu Nam Elbe, trong khi phần phía đông của Nam Elbe nay hợp vào Köhlbrand, trên dòng chảy nhánh này có cầu Köhlbrandbrücke, cây cầu cuối cùng bắc qua Elbe trước khi sông chảy ra Biển Bắc.
Bắc Elbe chảy qua tòa Elbphilharmonie và sau đó ở bên dưới dòng chảy của nó có đường hầm Elbe cũ (Alter Elbtunnel), cả hai đều nằm tại trung tâm thành phố Hamburg. Xuôi dòng hơn một chút, Bắc Elbe và Köhlbrand hợp nhất để tại thành dòng Hạ Elbe ở phía nam của Altona-Altstadt, một nơi cũng thuộc địa giới Hamburg. Ngay ở điểm bắt đầu, bên dưới dòng chảy của Hạ Elbe đã có đường hầm Elbe mới (Neuer Elbtunnel), cấu trúc đường bộ cuối cùng kết nối hai bờ sông trước khi nó đổ ra Biển Bắc. Dời khỏi Hamburg, Hạ Elbe sau đó chảy qua giữa Holstein và Tam giác Elbe-Weser, qua Stade rồi chảy vào Biển Bắc tại Cuxhaven. Gần cửa sông, Elbe chảy qua lối vào của kênh đào Kiel tại Brunsbüttel.

## Từ nguyên
Ban đầu, sông được gọi trong tiếng Latinh là Albis, tên gọi Elbe nghĩa là "sông" hay "lòng sông" và không gì hơn ngoài là một phiên bản tiếng Thượng Đức của từ (albiz) được tìm thấy trong các ngôn ngữ khác của nhóm German; tên tiếng Norse cổ Elfr, tiếng Thụy Điển älv "sông", tên tiếng Anh thượng Cổ Ielf, và tiếng Hạ Đức trung đại elve "lòng sông".

## Đô thị bên dòng Elbe

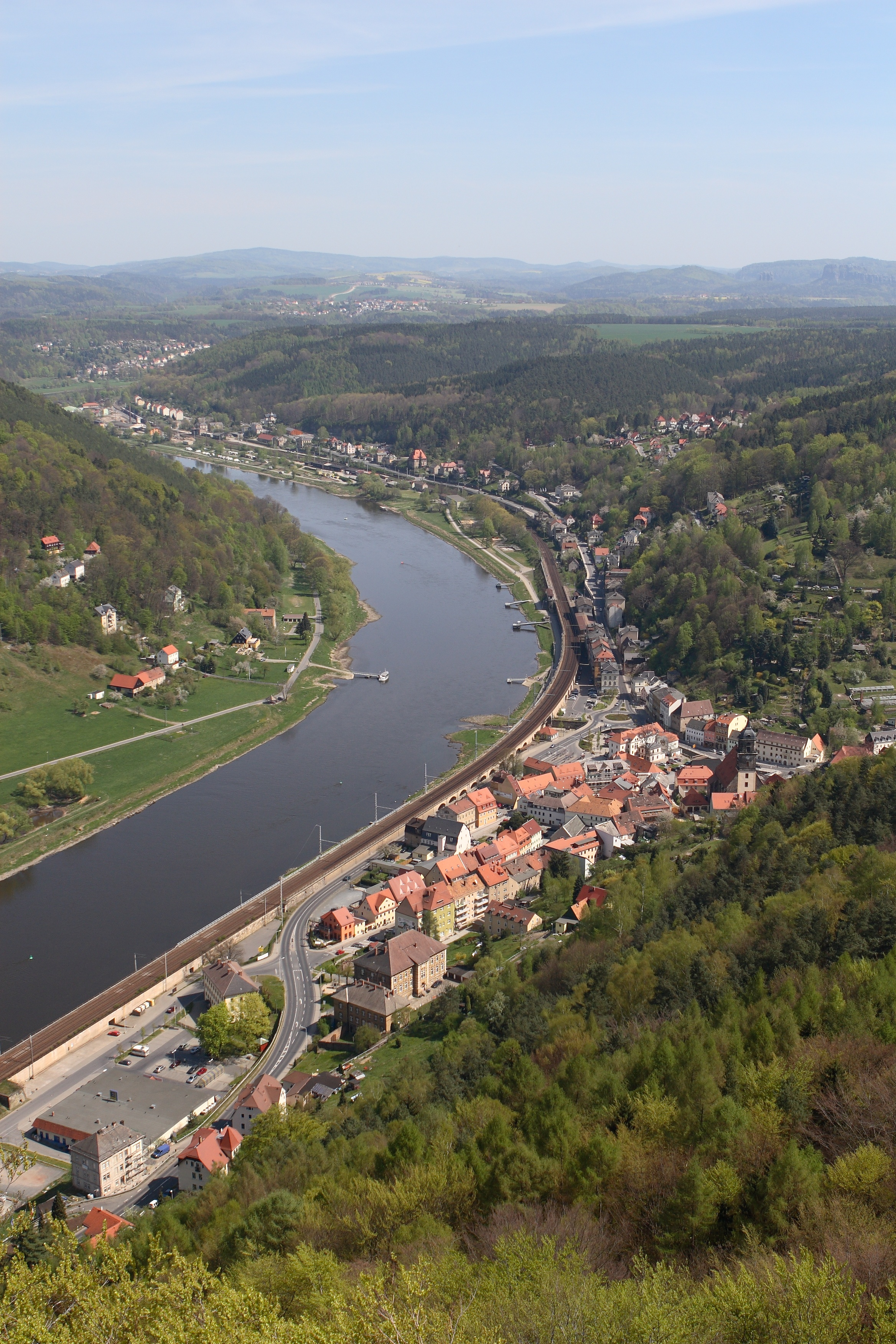
Sông Elbe gần Festung Königstein tại Đức.

| Đô thị                           | Dân số    |
| Hradec Králové                   | 94.255    |
| Pardubice                        | 88.559    |
| Kolín                            | 30.823    |
| Káraný                           | 450       |
| Brandýs nad Labem-Stará Boleslav | 16.314    |
| Mělník                           | 19.077    |
| Litoměřice                       | 25.517    |
| Ústí nad Labem                   | 120.373   |
| Dresden                          | 517.052   |
| Meissen                          | 27.693    |
| Torgau                           | 19.894    |
| Wittenberg                       | 49.914    |
| Dessau                           | 77.394    |
| Magdeburg                        | 230.456   |
| Wittenberge                      | 18.710    |
| Hamburg                          | 1.769.117 |
| Stade                            | 46.080    |
| Cuxhaven                         | 50.846    |
| -------------------------------- | --------- |

## Giao thông thủy

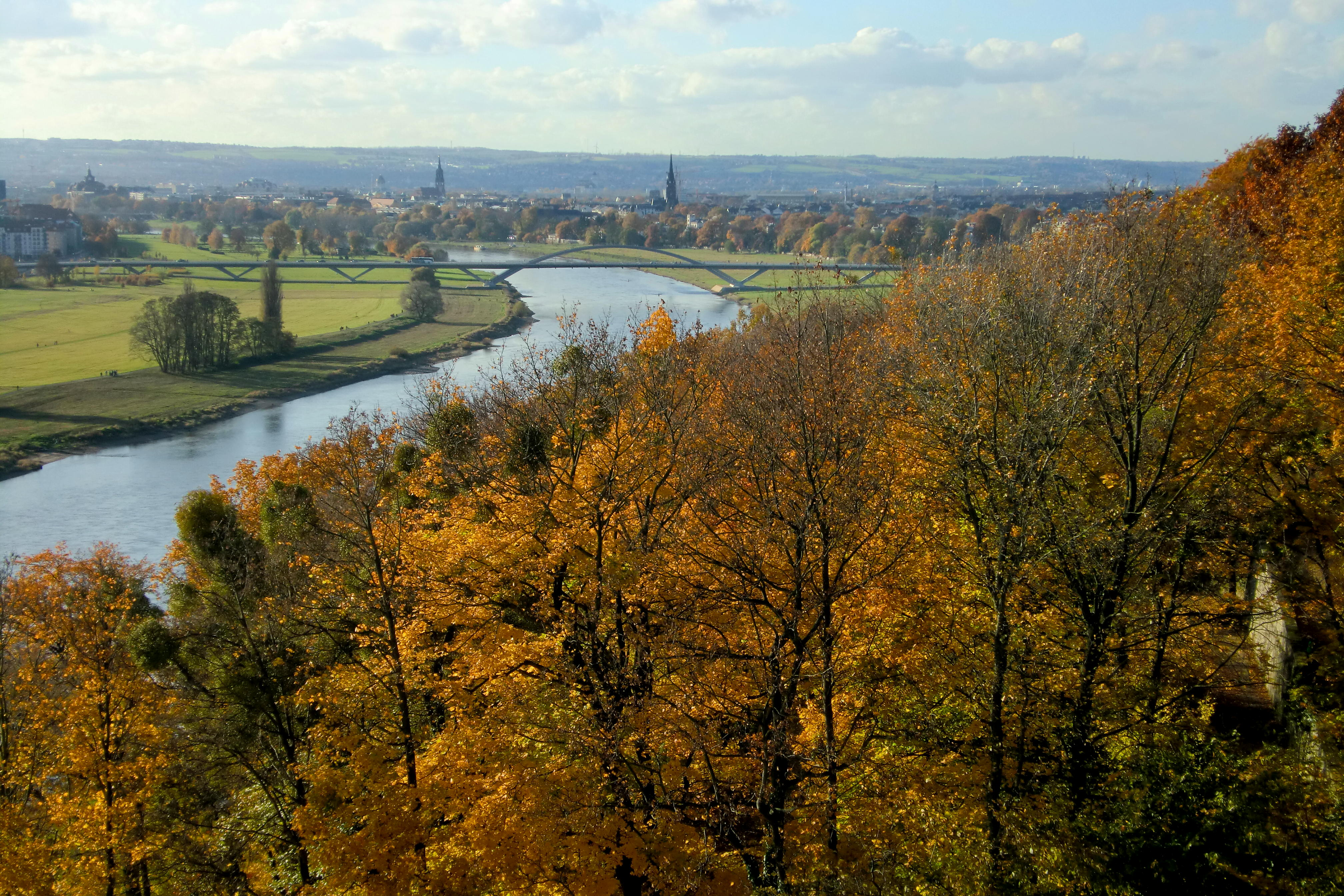
Thung lũng Elbe ở Dresden với Cầu Waldschlösschen

Các con tàu thương mại đã đi lại trên Elbe từ năm 1842, và sông là một tuyến đường kết nối thương mại quan trọng để có thể đến những xa trong nội địa như Praha. Sông được nối bằng các hệ thống kênh đào (Elbe-Seitenkanal, kênh đào Elbe-Havel, Mittellandkanal) đến các vùng công nghiệp của Đức và đến Berlin. Kênh Elbe-Lübeck nối Elbe với biển Baltic. Kênh đào Kiel có lối vào phía tây gần cửa sông Elbe. The kênh tàu Elbe-Weser nối Elbe với Weser.
Với Hòa ước Versailles, việc đi lại trên sông Elbe trở thành một vấn đề của Ủy ban Quốc tế về sông Elbe, đặt tại Dresden. Đạo luật của Ủy ban được ký kết tại Dresden vào ngày 22 tháng 2 năm 1922. Theo các điều khoản 363 và 364 của Hòa ước Versailles, Tiệp Khắc được quyền thuê mảnh đất cảng riêng của mình tại Moldauhafen ở Hamburg. Hợp đồng thuê ký với Đức, và được An Quốc giám sát, được ký kết vào ngày 14 tháng 2 năm 1929 và sẽ hết hạn vào năm 2028. Từ năm 1993, Cộng hòa Séc đã thay thế địa vị pháp lý của Tiệp Khắc.
Trước khi nước Đức tái thống nhất, vận tải đường thủy tại Tây Đức bị cản trở bởi việc thông hành nội địa đến Hamburg phải đi qua Đông Đức. Elbe-Seitenkanal (Kênh đào bên Elbe) được xây dựng để nối Mittellandkanal thuộc Tây Đức và Hạ Elbe để khôi phục lại việc kết nối giao thông. Sau khi thống nhất, người ta đã bắt đầu tiến hành các công việc để cải thiện và khôi phục lại liên kết ban đầu: Cầu kênh Magdeburg nay cho phép sà lan lớn có thể qua Elbe mà không cần phải tiến vào sông. Mực nước thường thấp tại Elbe nay không còn cản trở việc thông hành đến Berlin nữa.

## Các đảo

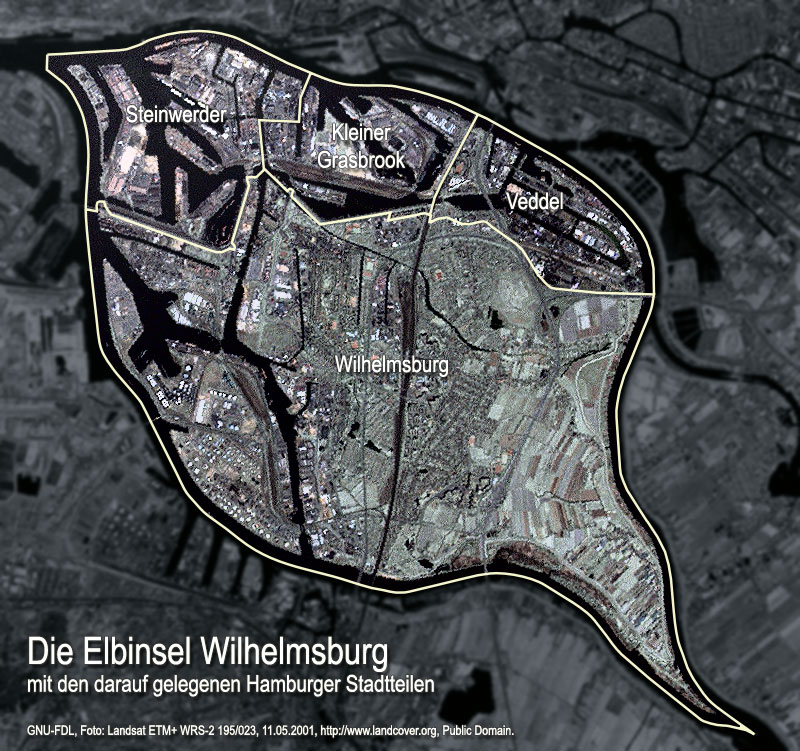
Hòn đảo lớn nhất trên sông Elbe, Wilhelmsburg, nằm giữa Bắc và Nam Elbe thuộc Hamburg

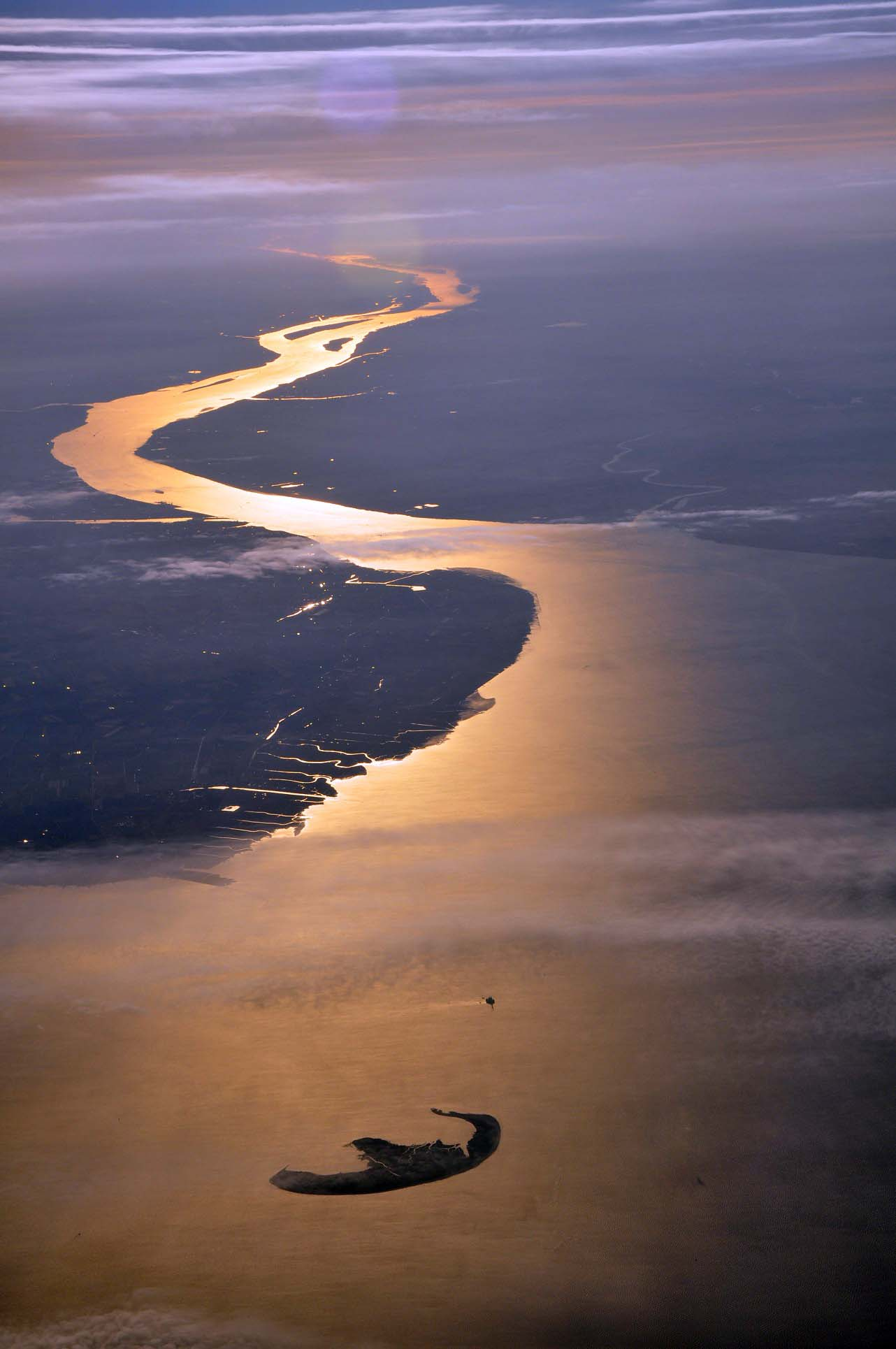
Cửa sông Elbe với hòn đảo Trischen tại Biển Bắc.

### Ngoại Elbe (cửa sông)
- Medemsand
- Neuwerk – một lãnh thổ tách rời của quận Hamburg-Mitte thuộc Hamburg
- Nigehörn – một lãnh thổ tách rời của quận Hamburg-Mitte thuộc Hamburg
- Scharhörn – một lãnh thổ tách rời của quận Hamburg-Mitte thuộc Hamburg

### Hạ Elbe
- Rhinplatte – phía tây của Glückstadt
- Schwarztonnensand - phía đông của Drochtersen
- Pagensand - phía tây của Seestermühe
- Bishorst - phía tây của Wedel
- Lühesand - phía đông của Stade
- Hanskalbsand - phía nam của Schulau
- Hahnöfersand - phía bắc của Jork
- Neßsand - phía nam của Tinsdal
- Schweinesand - phía nam của Blankenese (Hamburg)

### Giữa Bắc và Nam Elbe (Norderelbe/Süderelbe)
- Finkenwerder – tại quận Hamburg-Mitte thuộc Hamburg
- Kaltehofe (cũng gọi là "Kalte Hofe") – tại quận Hamburg-Mitte thuộc Hamburg
- Wilhelmsburg, bao gồm các đảo Veddel, Georgswerder, Kleiner Grasbrook, Steinwerder, Peute và nhiều đảo khác – tại quận Hamburg-Mitte thuộc Hamburg

### Trung Elbe
- Steinkopfinsel – tại Magdeburg
- Rotehorninsel – tại Magdeburg

### Thượng lưu
- Gauernitzer Elbinsel – phía đông của Gauernitz tại bồn địa Dresden giữa Dresden và Meißen
- Pillnitzer Elbinsel – tại phía nam vùng Pillnitz của Dresden thuộc bồn địa Dresden

### Thượng nguồn
- Kmochův – tạiKolín

## Phà

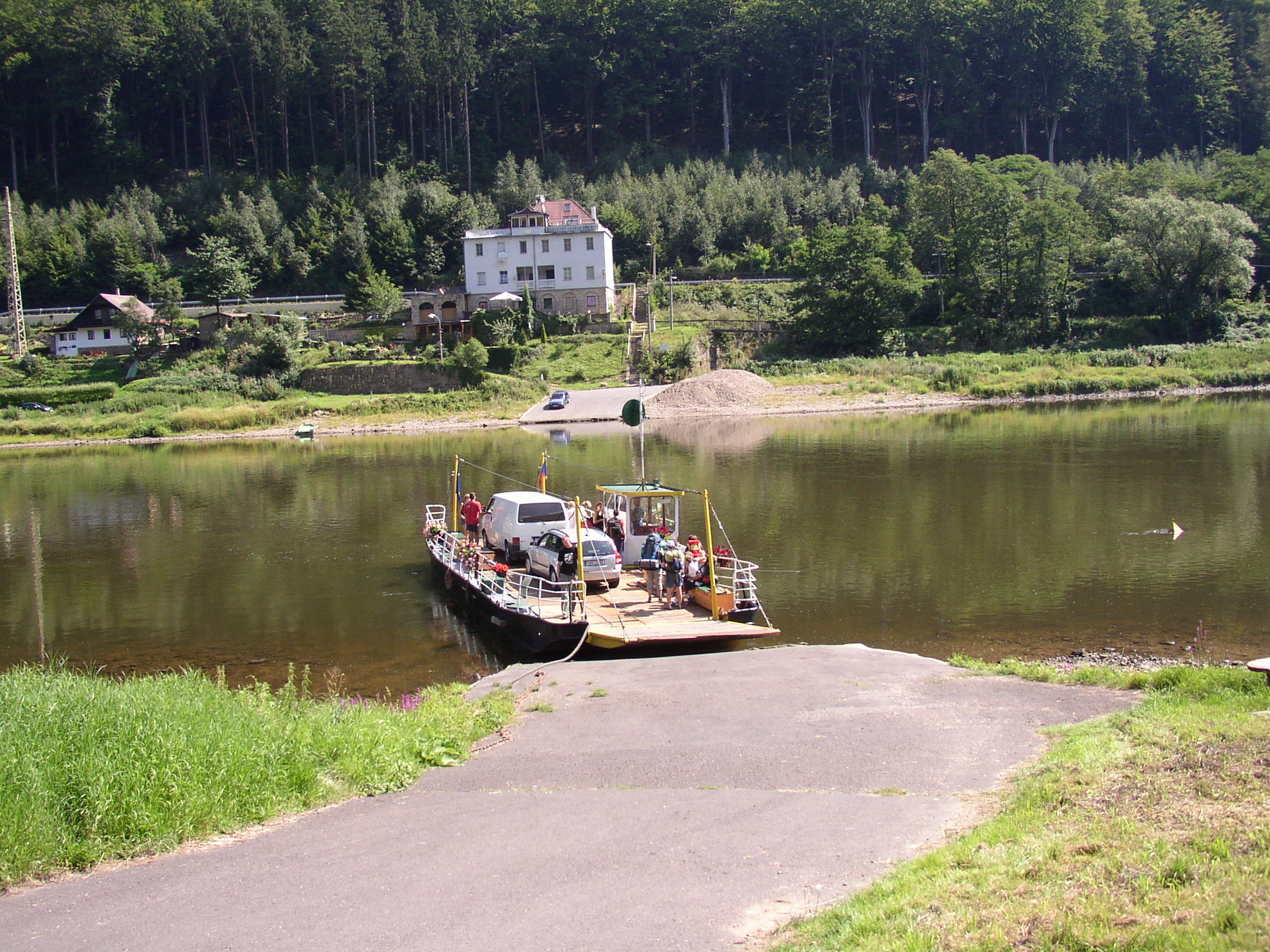
The Dolní Žleb Ferry.

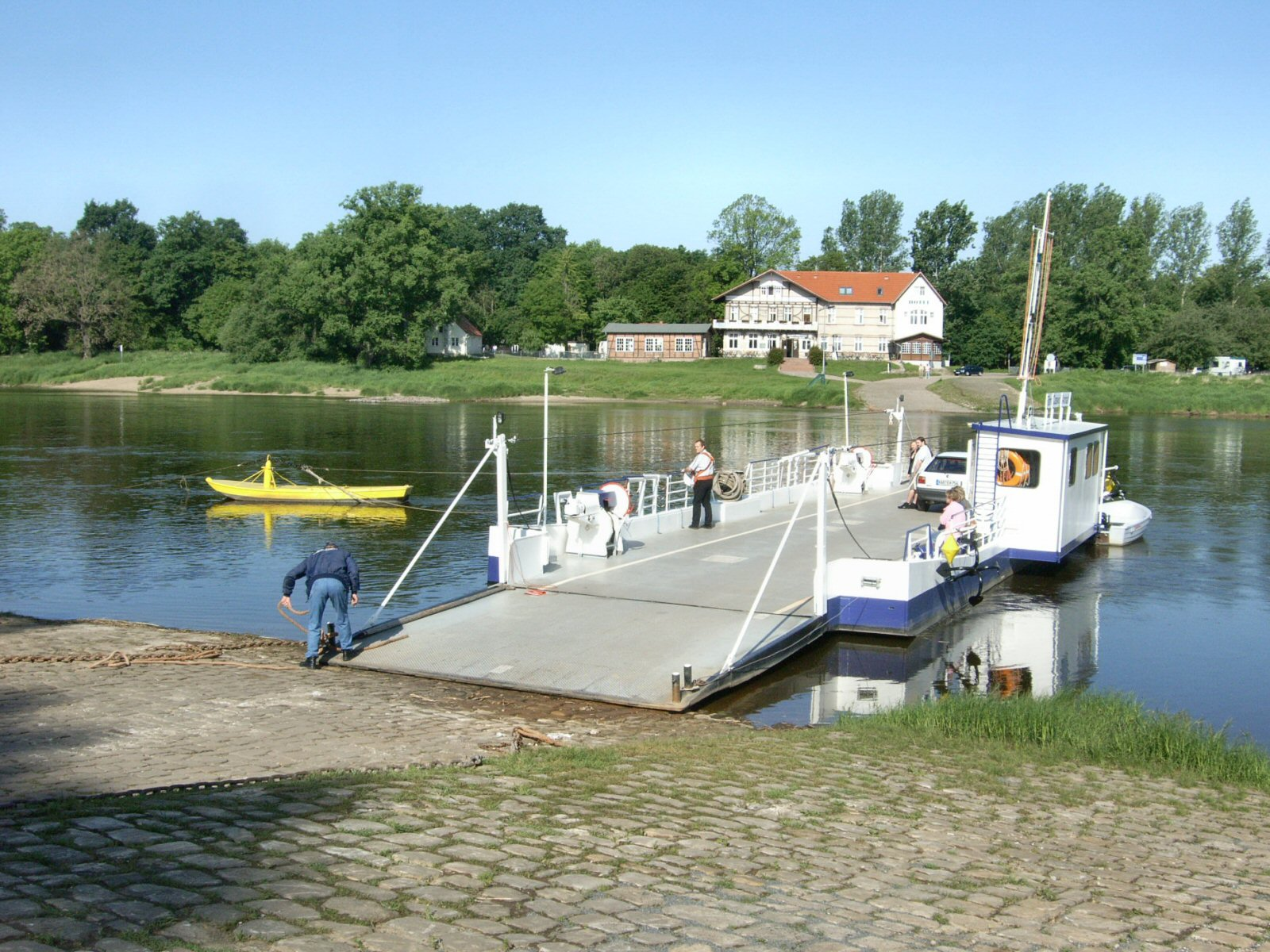
The Wörlitz Coswig Ferry.

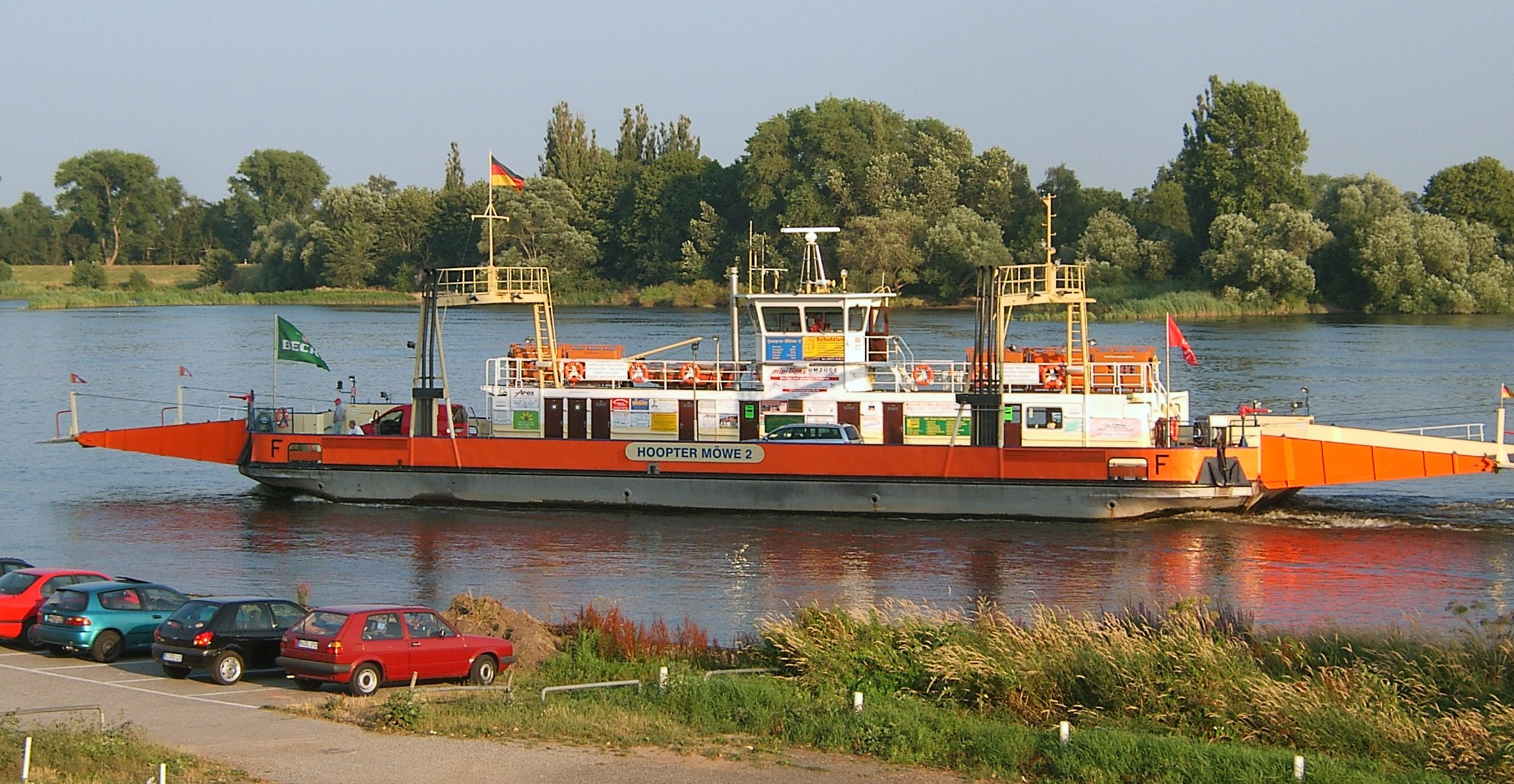
The Zollenspieker Ferry.

Có nhiều phà qua sông Elbe, cả để chuyên chở hành khách và xe cộ. Theo hướng xuôi dòng:
- Dolní Žleb, tại Dolní Žleb thuộc Děčín
- Rathen, tại Rathen
- Phà Pillnitz Kleinzschachwitz, ở ngoại ô phía đông của Dresden
- Phà Laubegast Niederpoyritz, tại Dresden
- Phà Johannstadt Neustadt, tại Dresden
- Phà Belgern Ottersitz, giữa Belgern và Ottersitz
- Phà Dommitzsch Prettin, giữa Dommitzsch và Prettin
- Phà Mauken Pretzsch, giữa Mauken và Pretzsch
- Phà Wartenburg Elster, giữa Wartenburg và Elster
- Phà Wörlitz Coswig, giữa Wörlitz và Coswig
- Phà Steutz Aken, giữa Steutz và Aken
- Phà Tochheim, between Tochheim và Alt Tochheim gần Breitenhagen
- Phà Ronney Barby, giữa Barby và Walternienburg
- Phà Westerhüsen, at Westerhüsen và Magdeburg
- Phà Schartau Rogätz, giữa Schartau và Rogätz
- Phà Ferchland Grieben, giữa Ferchland và Grieben
- Phà Sandau Büttnershof, giữa Sandau và Büttnershof
- Phà Räbel Havelberg, giữa Räbel và Havelberg
- Phà Lenzen Pevestorf, giữa Lenzen và Pevestorf
- Phà Darchau, giữa Darchau và Neu Darchau
- Phà Bleckede, giữa Bleckede và Neu Bleckede
- Phà Zollenspieker, giữa Kirchwerder và Winsen (Luhe) ở phía đông của Hamburg
- Các phà tại cảng Hamburg, do HADAG điều hành[5]
- Phà Wischhafen Glückstadt, giữa Wischhafen và Glückstadt ở phía tây của Hamburg